# ترمس صخري
الترمس الصخري (باللاتينية: Lupinus rupestris) نوع نباتي يتبع جنس الترمس من الفصيلة البقولية المعروفة بقدرتها على تثبيت النيتروجين الجوي من خلال بكتيريا المستجذرة.

## الوصف النباتي
أوراقه مركبة كفية، تضم كل واحدة منها عدة وريقات.